# Piet Ketting
Peter Louis Maria (Piet) Ketting, (Haarlem, 29 november 1904 – Rotterdam, 25 mei 1984) was een Nederlands componist, pianist, dirigent en muziekcriticus.

## Levensloop
Peter Louis Marie Ketting is zoon van een vader met dezelfde naam, die uitgever was en Wilhelmina Adriana Nijgh, kleindochter van Hendrik Nijgh (naamgever van uitgeverij Nijgh & Van Ditmar. Hij was getrouwd met zangeres Vera van de Ploeg. Hij was de vader van Otto Ketting.
Piet Ketting studeerde compositie bij Willem Pijper. Van 1930 tot 1956 was hij hoofdleraar aan het Rotterdams conservatorium voor koordirectie en compositie. Tijdens dezelfde periode vormde hij een Trio met Johan Feltkamp en Jaap Stotijn. In 1939 verzorgde hij een tournee in Nederlands-Indië. Daarnaast dirigeerde hij het Rotterdams Kamerkoor en het Rotterdams Kamerorkest. In de periode van 1946 tot 1949 was hij ook directeur van het Amsterdams Muzieklyceum. Gedurende de periode dat hij het Rotterdams koor en orkest dirigeerde, schreef hij geen werken. Hij was toen tevens bezig de getallensymboliek in het werk van Johann Sebastian Bach te doorgronden.
Als pianist was hij lid van het trio Piet Ketting (piano) - Johan Feltkamp (fluit) - Jaap Stotijn (hobo). Dit trio trad ook op in het buitenland. Hiervoor schreef hij in 1936 zijn Sonate voor fluit, hobo en piano.
Zijn vroegste composities waren schatplichtig aan Claude Debussy en de Laatromantiek.

## Werken (selectie)

### Orkest
- Symfonie no.1, 1929; bracht het tot een uitvoering door het Concertgebouworkest onder leiding van Eduard van Beinum op 2 juni 1932;
- Symfonie no.2, 1975

### Concerten
- Sinfonia per violoncello e orchestra, 1963
- Concertino voor fagot en orkest, 1968
- Concertino voor klarinet en orkest, 1968

### Kamermuziek
- Trio voor viool, altviool en cello, 1925
- Sonatina nr 1 en 2 voor piano, 1926
- Sonatina nr 3 voor piano, 1927
- Strijkkwartet nr 1, 2 en 3, 1927-28
- Sonate voor cello en piano, 1928
- Sonatina nr 4 voor piano, 1929
- Trio voor fluit, klarinet en fagot, 1929
- Sonate voor fluit, hobo en piano, 1930
- Fluitsonate, 1930-31
- Fuga per pianoforte, 1930-34
- Sonate voor fluit, hobo en piano, 1936
- Partita per due flauti, 1936, opgedragen aan Johan Feltkamp en Marcel Moyse
- Preludium en Fuga nr 1 voor piano, 1940
- Preludium(Franse Ouverture) en Fuga nr 2 voor piano, 1941
- Preludium, interludium e postludium voor 2 piano’s, 1971; het werk leverde hem de Willem Pijperprijs op
- Concertone 1980 voor altviool solo en negentien instrumenten, 1980
- Preludium e Fughetta (In memoriam Johan Feltkamp) voor altfluit en piano, 1969

### Koor
- Ballade du jeune marin, 1934
- Canon en motet over "Ecce gratum et optatum", 1966

### Liederen
- Vier gedichten (Martinus Nijhoff), 1935
- Three sonnets (William Shakespeare), 1938

- Gemeinsame Normdatei: 137621892
- International Standard Name Identifier: 0000 0000 6690 3481
- Library of Congress Control Number: n81089388
- Nationale Bibliotheek van Israël: 987007282825905171
- Nederlandse Thesaurus van Auteursnamen: 071313435
- Virtual International Authority File: 90791252
- WorldCat: E39PBJrcjDhkXK3KQ7GtKvRkDq